# Elend
Elend è una frazione della città tedesca di Oberharz am Brocken, nel land della Sassonia-Anhalt. 

## Storia
Fino al 31 dicembre 2009 ha costituito un comune autonomo.